# Onex (Ginebra)
Onex és un municipi suís del cantó de Ginebra. Està separada de Ginebra pel riu Arve.